# Лютомер (община)
Община Лютомер (словен. Občina Ljutomer) — одна з общин Словенії. Адміністративним центром є місто Лютомер.

## Населення
У 2011 році в общині проживало 11769 осіб, 5744 чоловіків і 6025 жінок. Чисельність економічно активного населення (за місцем проживання), 4437 осіб. Середня щомісячна чиста заробітна плата одного працівника (EUR), 891,48 (в середньому по Словенії 987.39). Приблизно кожен другий житель у громаді має автомобіль (49 автомобілі на 100 жителів). Середній вік жителів склав 42,8 роки (в середньому по Словенії 41.8). 